# Estação Gamla stan

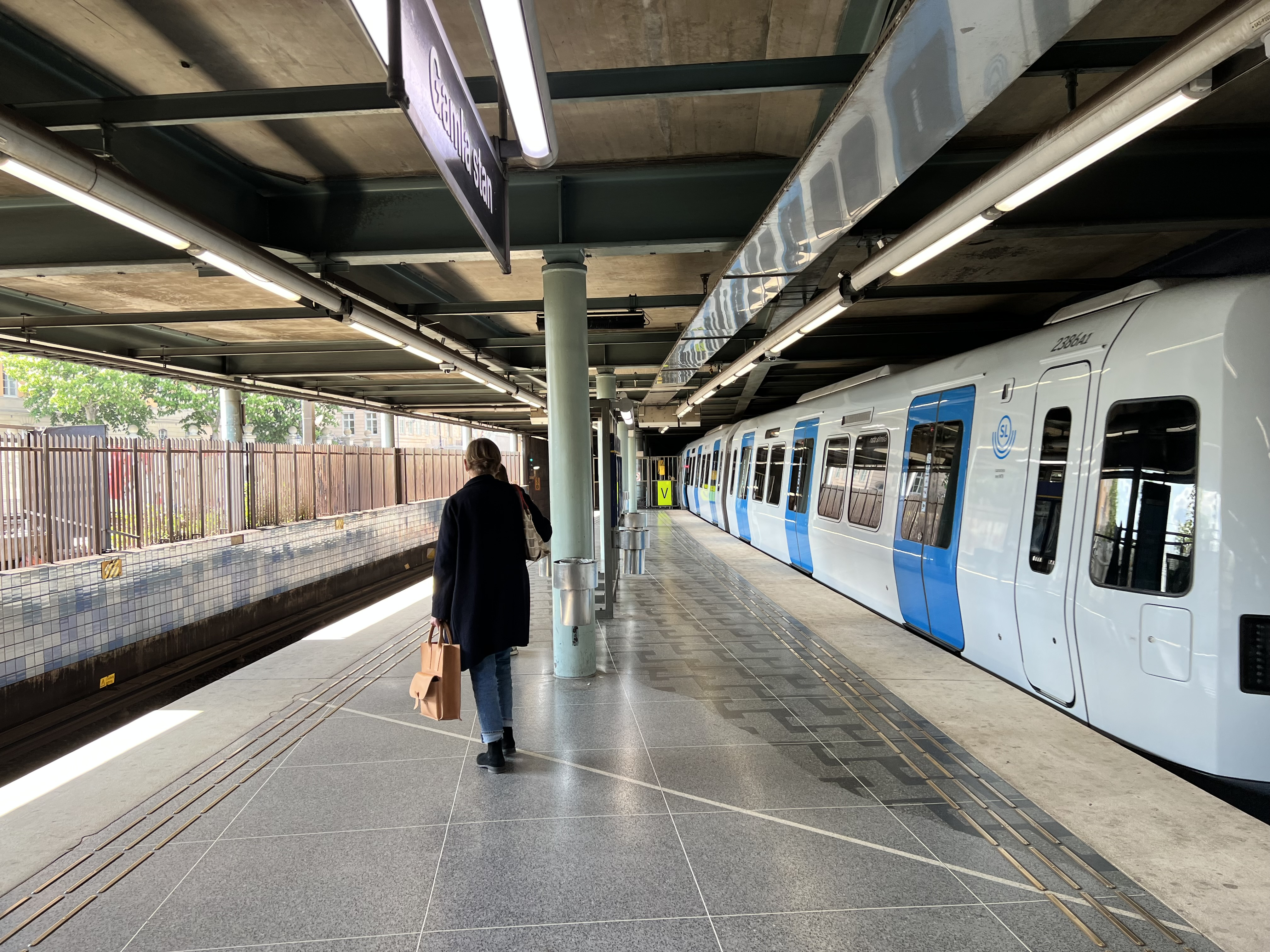
Estação

A Estação Gamla stan é uma das estações do Metropolitano de Estocolmo, situada no condado sueco de Estocolmo, entre a Estação Östermalmstorg e a Estação Gärdet. Faz parte da Linha Vermelha e da Linha Verde.
Foi inaugurada em 24 de novembro de 1957. Atende a localidade de Gamla stan, situada na comuna de Estocolmo.
É composta por duas plataformas, a ocidental para viagens para norte e a oriental para viagens para sul. A arte nas paredes mostra monstros medievais em mosaicos, da autoria de Göran Dahl (1998) e Britta Carlström (1998).

| Oeste ou norte |  |              |  | Leste ou Sul                                                        |
| --- |  | ------------ |  | ------------------------------------------------------------------- |
| T-Centralen (en) sentido Ropsten metro station (en) |  | Line 13 (en) |  | Slussen metro station (en) sentido Norsborg                         |
| T-Centralen (en) sentido Mörby centrum metro station (en)                                                                                                   |  | Line 14 (en) |  | Slussen metro station (en) sentido Fruängen                         |
| T-Centralen (en) sentido Åkeshov metro station (en) onde Vällingby metro station (en) onde Hässelby strand metro station (en)                               |  | Line 17 (en) |  | Slussen metro station (en) sentido Skarpnäck metro station (en)     |
| T-Centralen (en) sentido Alvik metro station (en) onde Råcksta metro station (en) onde Vällingby metro station (en) onde Hässelby strand metro station (en) |  | Line 18 (en) |  | Slussen metro station (en) sentido Farsta strand metro station (en) |
| T-Centralen (en) sentido Hässelby strand metro station (en)                                                                                                 |  | Line 19 (en) |  | Slussen metro station (en) sentido Hagsätra metro station (en)      |
| editar no Wikidata |  |              |  |                                                                     |